# Germán Rivarola
Germán Ezequiel Rivarola (Santa Eufemia, Córdoba, Argentina, 18 de abril de 1979) es un exfutbolista argentino que jugaba como defensa o centrocampista. Tras su retirada, trabajó como entrenador en las divisiones inferiores de Rosario Central y, posteriormente, pasó a integrar el cuerpo técnico de Leonardo Fernández en el primer equipo hasta la renuncia de éste en abril de 2018.
En 2022 fue director técnico interino del primer equipo de Rosario Central en un partido contra Godoy Cruz (con triunfo por 1-0), luego de la renuncia de Leandro Somoza.

## Trayectoria
Formado en las categorías inferiores del C. A. Rosario Central, debutó el 16 de marzo de 1997 en un empate sin goles ante el C. A. Lanús correspondiente al Torneo Clausura, con Ángel Tulio Zof como entrenador. El 18 de mayo marcó su primer gol en un partido frente al Club de Gimnasia y Esgrima La Plata que finalizó con el resultado de 3-3. Para el Torneo Clausura 1998 ya había ganado un lugar como titular; en el Torneo Apertura del mismo año marcó su primer tanto en un clásico rosarino, en el empate frente al C. A. Newell's Old Boys 1-1 el 9 de agosto.
Jugó también seis de los ocho partidos de Central en la campaña de subcampeón de la Copa Conmebol 1998, de la cual fue uno de los goleadores, tras convertir dos tantos. Hasta finalizar la temporada 1999-2000 acumuló 86 presencias y 11 goles, sumando un nuevo subcampeonato (Torneo Apertura 1999) y varias participaciones en torneos internacionales.
A mediados de 2000 fue cedido al Real Sporting de Gijón de la Segunda División de España, con el que jugó la campaña 2000-01 y disputó veinte encuentros en los que convirtió dos goles, conseguidos frente al Real Jaén C. F. en la decimoquinta jornada.
Regresó a Rosario Central para la temporada 2001-02, logrando afianzarse nuevamente como titular y siendo dirigido por César Menotti. Su buen nivel le dio una nueva oportunidad de jugar en el exterior; esta vez el destino fue México, sumándose a las filas del C. F. Pachuca, aunque solo por un semestre, sumando 15 presencias en el Torneo Clausura.
Nuevamente en Central, tuvo durante la temporada 2003-04 una buena participación, aunque alternando en su puesto con Emiliano Papa; también volvió a jugar Copa Libertadores. En el siguiente año deportivo se consolidó como titular al pasar Papa al mediocampo, configurándose también como referente de un plantel joven con solo 25 años. La campaña centralista clasificó al club otra vez a torneos internacionales; en la Copa Sudamericana 2005 se produce el pico máximo de protagonismo de Pirulo en Central. Por la primera ronda le tocó enfrentar a Newell's; luego de igualar sin tantos en el cotejo de ida, el 29 de agosto se disputó la revancha en el Gigante de Arroyito y el canalla se impuso 1-0 con gol de Rivarola. Dada la importancia del hecho, tanto al gol como a la victoria se los denomina el Pirulazo. En ese mismo semestre le volvió a convertir a Newell's, pero con derrota de su equipo 1-2 en condición de visitante por la 13.° fecha del Torneo Apertura. Para el Clausura y la Copa Libertadores en 2006 surgió como competencia en el puesto de marcador de punta por izquierda el juvenil Cristian Villagra, por lo que comenzó a tener participaciones en el mediocampo, particularmente como segundo mediocampista central. En el Torneo Apertura de ese mismo año fue perdiendo lugar ante la cantidad de volantes y a mediados del certamen fue transferido a Colón.
En su debut con el sabalero por la décima jornada convirtió un gol frente a Racing Club, pero su equipo cayó 1-2. Consolidado ya como mediocampista, logró continuidad y protagonismo en el equipo santafesino, en el cual también marcó un tanto importante. El 22 de junio de 2008 anotó el único gol en la victoria 1-0 Racing en la última fecha del Torneo Clausura, resultado que salvó a Colón de tener que disputar una promoción para mantener la categoría y condenó a los de Avellaneda a jugarla. Se mantuvo en Colón hasta finalizar el año 2010, totalizando 115 partidos jugados y 12 goles.
Comenzó su cuarta y última etapa en Rosario Central en 2011, cuando se reanudaba la disputa del Campeonato de Primera B Nacional 2010-11; el cuadro canalla había perdido la categoría en la temporada anterior y había comenzado de manera irregular su participación en el torneo, con cambios de entrenadores que siguieron produciéndose luego del retorno de Pirulo. Con la llegada de Omar Palma a la conducción, el equipo logró una serie de resultados que lo esperanzaron con la posibilidad de alcanzar una promoción de ascenso; si bien no lo logró, Rivarola anotó otro gol que encarriló a los canallas en ese rumbo, a Tiro Federal por la 34.° jornada y que sirvió para ganar 2-1. Con la llegada al cargo de entrenador de Juan Antonio Pizzi para la temporada 2011-12, Pirulo sumó partidos principalmente ingresando desde el banco de suplentes, aunque tuvo mayor destaque en la Copa Argentina 2011-12. En la temporada 2012-13, con Miguel Ángel Russo como director técnico, integró el plantel que ascendipero solo sumó un partido por Copa Argentina en ese año deportivo, retirándose a la finalización del mismo. Acumuló en el club de Barrio Arroyito 255 presencias y 26 goles.
Tras abandonar la práctica del fútbol se incorporó como técnico a las divisiones inferiores de Rosario Central. A finales de 2017 formó parte del cuerpo técnico encabezado por Leonardo Fernández que tomó la conducción del primer equipo. Tras la renuncia de Fernández en abril de 2018, rechazó un ofrecimiento para retornar a las juveniles y dejó también el club.

## Selección nacional
Ha sido internacional en seleccionados juveniles. En 1998 jugó el Mundialito sub-20 en Maldonado Copa Álvaro Fabián Perea; estuvo presente en los cuatro partidos de su selección y marcó además el gol (de tiro libre) de la victoria 3-2 ante Brasil que le confirió el título. Ese mismo año se alzó también con el Torneo Esperanzas de Toulon en Francia. Germán fue titular en los cinco partidos del torneo del cual salió campeón al vencer al seleccionado local por 2-0. En 1999 se coronó campeón del Campeonato Sudamericano Sub-20 de 1999, disputado en Argentina, convirtiendo dos goles de tiro libre ante Perú, y ese mismo año jugó el Mundial Sub-20 que se llevó a cabo en Nigeria.

### Participaciones en Copas del Mundo
| Mundial                      | Sede    | Resultado        | PJ | Goles |
| ---------------------------- | ------- | ---------------- | -- | ----- |
| Copa Mundial Juvenil de 1999 | Nigeria | Octavos de final | 4  | 0     |

## Clubes

### Como jugador
| Club                   | País      | Año       |
| ---------------------- | --------- | --------- |
| Rosario Central        | Argentina | 1996-2000 |
| Real Sporting de Gijón | España    | 2000-2001 |
| Rosario Central        | Argentina | 2001-2002 |
| C. F. Pachuca          | México    | 2002-2003 |
| Rosario Central        | Argentina | 2003-2006 |
| Colón                  | Argentina | 2006-2010 |
| Rosario Central        | Argentina | 2011-2013 |

### Como Entrenador
| Club                       | País      | Año  |
| -------------------------- | --------- | ---- |
| Rosario Central (interino) | Argentina | 2022 |

## Estadísticas

### Como jugador
Actualizado hasta el final de su carrera
| Club                    | División                | Temporada               | Liga        | Liga  | Copa        | Copa  | Internacional | Internacional | Total       | Total | Total |
| Club                    | División                | Temporada               | Apariciones | Goles | Apariciones | Goles | Apariciones   | Goles         | Apariciones | Goles |       |
| ----------------------- | ----------------------- | ----------------------- | ----------- | ----- | ----------- | ----- | ------------- | ------------- | ----------- | ----- | ----- |
| Rosario Central         | 1.ª                     | 1996-97                 | 9           | 1     | -           | -     | -             | -             | 9           | 1     |       |
| Rosario Central         | 1.ª                     | 1997-98                 | 19          | 4     | -           | -     | -             | -             | 19          | 4     |       |
| Rosario Central         | 1.ª                     | 1998-99                 | 20          | 2     | -           | -     | 6             | 2             | 26          | 4     |       |
| Rosario Central         | 1.ª                     | 1999-00                 | 27          | 2     | -           | -     | 5             | 0             | 32          | 2     |       |
| Rosario Central         | 1.ª                     | 2001-02                 | 32          | 3     | -           | -     | -             | -             | 32          | 3     |       |
| Rosario Central         | 1.ª                     | 2002-03                 | 10          | 1     | -           | -     | -             | -             | 10          | 1     |       |
| Rosario Central         | 1.ª                     | 2003-04                 | 18          | 0     | -           | -     | 3             | 0             | 21          | 0     |       |
| Rosario Central         | 1.ª                     | 2004-05                 | 33          | 3     | -           | -     | -             | -             | 33          | 3     |       |
| Rosario Central         | 1.ª                     | 2005-06                 | 24          | 4     | -           | -     | 6             | 2             | 30          | 6     |       |
| Rosario Central         | 1.ª                     | 2006-07                 | 5           | 0     | -           | -     | -             | -             | 5           | 0     |       |
| Rosario Central         | 2.ª                     | 2010/11                 | 11          | 1     | -           | -     | -             | -             | 11          | 1     |       |
| Rosario Central         | 2.ª                     | 2011/12                 | 23          | 0     | 4           | 1     | -             | -             | 27          | 1     |       |
| Rosario Central         | 2.ª                     | 2012/13                 | 0           | 0     | 1           | 0     | -             | -             | 1           | 0     |       |
| Total Rosario Central   | Total Rosario Central   | Total Rosario Central   | 231         | 21    | 5           | 1     | 11            | 2             | 256         | 26    |       |
| Sporting de Gijón       | 2.ª                     | 2000/01                 | 19          | 2     | 1           | 0     | -             | -             | 20          | 2     |       |
| Total Sporting de Gijón | Total Sporting de Gijón | Total Sporting de Gijón | 19          | 2     | 1           | 0     | -             | -             | 20          | 2     |       |
| Pachuca                 | 1.ª                     | 2002-03                 | 15          | 0     | -           | -     | -             | -             | 15          | 0     |       |
| Total Pachuca           | Total Pachuca           | Total Pachuca           | 15          | 0     | -           | -     | -             | -             | 15          | 0     |       |
| Colón                   | 1.ª                     | 2006-07                 | 22          | 1     | -           | -     | -             | -             | 22          | 1     |       |
| Colón                   | 1.ª                     | 2007-08                 | 30          | 2     | -           | -     | -             | -             | 30          | 2     |       |
| Colón                   | 1.ª                     | 2008-09                 | 30          | 5     | -           | -     | -             | -             | 30          | 5     |       |
| Colón                   | 1.ª                     | 2009-10                 | 28          | 4     | -           | -     | 2             | 0             | 30          | 4     |       |
| Colón                   | 1.ª                     | 2010-11                 | 5           | 0     | -           | -     | -             | -             | 5           | 0     |       |
| Total en Colón          | Total en Colón          | Total en Colón          | 115         | 12    | -           | -     | 2             | 0             | 117         | 12    |       |
| TOTAL                   | TOTAL                   | TOTAL                   | 380         | 35    | 6           | 1     | 22            | 4             | 408         | 40    |       |

### Como Entrenador
Datos actualizados al último partido dirigido el 30 de noviembre de 2023.
| Equipo                              | Torneo               | Estadísticas | Estadísticas | Estadísticas | Estadísticas | Estadísticas | Estadísticas | Estadísticas | Estadísticas | Estadísticas |
| Equipo                              | Torneo               | PJ           | G            | E            | P            | GF           | GC           | DG           | Efectividad  | Puntos       |
| ----------------------------------- | -------------------- | ------------ | ------------ | ------------ | ------------ | ------------ | ------------ | ------------ | ------------ | ------------ |
| Rosario Central (reserva) Argentina |                      |              |              |              |              |              |              |              |              |              |
| Torneo Proyección 2023              | 27                   | 12           | 6            | 9            | 45           | 37           | +8           | 51.85%       | 42           |              |
| Copa Proyección 2023                | 14                   | 7            | 3            | 4            | 17           | 16           | +1           | 57.14%       | 24           |              |
| Copa Santa Fe 2023                  | 4                    | 2            | 1            | 1            | 5            | 5            | 0            | 58.33%       | 7            |              |
| Total                               | 45                   | 28           | 10           | 14           | 67           | 58           | +9           | 69.63%       | 73           |              |
| Total en sus equipos                | Total en sus equipos | 45           | 28           | 10           | 14           | 67           | 58           | +9           | 69.63%       | 73           |

#### Estadísticas
| Rosario Central Argentina | 1.ª                 | 2022                | 2 | 1 | 0 | 1 | Inc. | - | - | - | - | - | - | - | - | - | - | - | - | - | 2 | 1 | 0 | 1 | 3/6 | 50% | 1 | 2 | -1 |
| Rosario Central Argentina | Total               | Total               | 2 | 1 | 0 | 1 | -    | - | - | - | - | - | - | - | - | - | - | - | - | - | 2 | 1 | 0 | 1 | 3/6 | 50% | 1 | 2 | -1 |
| Total en su carrera       | Total en su carrera | Total en su carrera | 2 | 1 | 0 | 1 | -    | - | - | - | - | - | - | - | - | - | - | - | - | - | 2 | 1 | 0 | 1 | 3/6 | 50% | 1 | 2 | -1 |

#### Resumen por competencias
| Competición                   | PD | G | E | P | GF | GC | Dif. | Rendimiento | Mejor Resultado |
| ----------------------------- | -- | - | - | - | -- | -- | ---- | ----------- | --------------- |
| Primera División de Argentina | 2  | 1 | 0 | 1 | 1  | 2  | -1   | 50%         | -               |

## Palmarés

### Campeonatos nacionales
| Título             | Club                  | País      | Año  |
| ------------------ | --------------------- | --------- | ---- |
| Primera B Nacional | C. A. Rosario Central | Argentina | 2013 |

### Copas internacionales
| Título              | Club             | País      | Año  |
| ------------------- | ---------------- | --------- | ---- |
| Sudamericano sub-20 | Argentina sub-20 | Argentina | 1999 |

### Distinciones individuales
| Distinción                          | Año  |
| ----------------------------------- | ---- |
| Máximo goleador de la Copa Conmebol | 1998 |